# Селезінка (прізвище)
Селезінка — українське прізвище, утворене від назви відповідного органу.
Відомі носії:
- Селезінка Василь Михайлович — актор, письменник, журналіст, театральний і телевізійний режисер, театральний критик, музикант, педагог, краєзнавець, громадсько-культурний діяч, Заслужений діяч мистецтв України;
- Селезінка Микола Іванович — вчений, лікар. Доктор медичних наук, професор, хірург-трансплантолог вищої категорії.
- Селезінка Неоніла — громадська і культурна діячка Галичини, голова «Союзу Українок», делегат Лондонського з'їзду Жіночої гільдії;
- Селезінка Ярослав  — український політик, військовик та вчений-правник. Міністр в уряді ЗУНР, отаман УГА. Зять українського письменника Олекси Бобикевича;